# Euscelidia bicolor
Euscelidia bicolor là một loài ruồi trong họ Asilidae. Euscelidia bicolor được Janssens miêu tả năm 1954. Loài này phân bố ở vùng nhiệt đới châu Phi.